# 라그나르 오랏망운
라그나르 안토니위스 마리아 오랏망운(인도네시아어·네덜란드어: Ragnar Anthonius Maria Oratmangoen, 1998년 1월 21일~)은 인도네시아의 축구 선수이다. 포지션은 윙어 또는 공격형 미드필더로 현재 벨기에 프로 리그 클럽 덴더르 소속으로 뛰고 있다. 네덜란드에서 태어난 그는 인도네시아 국가대표팀에서 뛰고 있다.

## 구단 경력

### NEC
오스에서 태어난 오랏망운은 2016년 4월, NEC에서 프로로 전향했다. 2017년 12월에는 2018년 1월부터 시작되는 6개월 대출 계약을 TOP 오스와 체결했다.

### 캄뷔르
2019-20년 시즌을 앞두고 치열한 포지션 경쟁으로 인해 오랏망운이 리저브 팀인 종 NEC로 강등된 후, 2019년 7월 24일, 캄뷔르로 자유 이적했다. 그곳에서 그는 다른 시즌 옵션과 2년 계약을 체결했다. 그 후 2021년 5월, 에레디비시 승격을 달성한 고 어헤드 이글스와 계약했다.

### 흐로닝언
2022년 4월 15일, 오랏망운은 흐로닝언과 2022-23년 시즌부터 3년 옵션으로 계약을 체결했다.

#### 포르튀나 시타르트로의 임대
2023년 9월 1일, 오랏망운은 포르튀나 시타르트로 임대되어 바이아웃 옵션을 제공했다.

### 덴더르
2024년 8월 13일, 오랏망운은 벨기에 프로 리그 클럽 덴더르와 2년 계약을 맺고 공식적으로 합류했다.

## 국가대표팀 경력
2024년 3월 7일, 오랏망운은 베트남과의 2026년 FIFA 월드컵 예선 경기를 위해 인도네시아 국가대표팀에 소집되었다. 2024년 3월 26일, 라그나르는 베트남과의 데뷔 전에서 3-0으로 승리하며 경기력으로 최우수 선수상을 수상했다.

## 사생활
네덜란드에서 태어난 오랏망운은 인도네시아계 네덜란드인 무슬림으로, 조부모는 말루쿠주 타님바르 제도 출신이다. 그는 15살 때 이슬람교로 개종했다.
그는 중국 및 몽골 주재 인도네시아 대사 자우하리 오랏망운과 친척 관계이다.
2024년 3월 18일, 오랏망운은 공식적으로 인도네시아 국적을 취득했다.

## 수상
캄뷔르
- 에이르스터 디비시 : 2020–21[18]